# Eddy Mitchell
Eddy Mitchell, właśc. Claude Moine (ur. 3 lipca 1942 w Paryżu) – francuski piosenkarz, aktor filmowy i telewizyjny. Wokalista rock'n'roll'owej francuskiej grupy Les Chaussettes Noires. 
Laureat Cezara dla najlepszego aktora w roli drugoplanowej za film Szczęście jest na łące (1995) w reżyserii Étienne'a Chatilieza. Wcześniej był nominowany w tej samej kategorii za Czystkę (1981) Bertranda Taverniera.

## Wybrana filmografia
- 1981: Czystka (Coup de torchon)
- 1986: Około północy (Round Midnight)
- 1991: Aż na koniec świata (Bis ans Ende der Welt)
- 1995: Szczęście jest na łące (Le bonheur est dans le pré)
- 2012: Wspaniała (Populaire)
- 2018: Starzy durnie (Les vieux fourneaux)